# Longshan (Liaoyuan)
Longshan (龙山区,  Lóngshān Qū) ist ein chinesischer Stadtbezirk der bezirksfreien Stadt Liaoyuan in der Provinz Jilin. Er hat eine Fläche von 253,6 km² und zählt 294.278 Einwohner (Stand: Zensus 2010).

## Administrative Gliederung
Auf Gemeindeebene setzt sich der Stadtbezirk aus acht Straßenvierteln, einer Großgemeinde und einer Gemeinde zusammen.